# Вюмме
Вюмме (нем. Wümme) — река в Германии, протекает по земле Нижняя Саксония. Длина — 110 км. Средний расход воды в Хелльвеге-Шлойсе — 9,85 м³/с.
Высота истока — 90 м (на Люнебургской пустоши). Высота устья — 4 м.
Основные притоки: правые — Висте, Вёрпе; левые — ручей Ахаузер, Беке, Финтау, Ферзе, Видау, Кляйне Вюмме.
На реке стоят города Лауэнбрюкк, Шессель, Ротенбург, Оттерсберг, Фишерхуде, посёлок Лилиенталь, а также Бремен.